# بول آرون (سائق سيارة سباق)
بول آرون, ولد وهو أيضًا عضو في فريق مرسيدس للناشئين .

## سيرة شخصية

### الظهور الأول للفورمولا 4 بمقعد واحد (2019)
بعد فوزه بثلاثة ألقاب كبرى في الكارتينج ، ظهر بول آرون لأول مرة في سباقات المقعد الفردي في عام 2019 في بطولة الفورمولا 4 الألمانية مع فريق بريما باور تيم ، وهو فريق يديره شقيقه رالف آرون . احتل المركز 7 في البطولة بانتصارين حصل عليهما في النمسا وهولندا . في نفس العام، شارك في بطولة الفورمولا 4 الإيطالية بالتوازي، مرة أخرى مع فريق بريما فريق السلطة. يحتل المركز 3 في البطولة برصيد ثماني منصات تتويج وانتصارين، حيث يتألق مرة أخرى على حلبة ريد بول رينغ، وكذلك على حلبة موجيلو . بفضل هذه السنة الأولى الرائعة، وعلى الرغم من وضعه كمبتدئ، انضم بول آرون إلى فريق مرسيدس للناشئين.

### فورمولا رينو يوروكوب (2020)
في عام 2020 ، اتخذ بول آرون خطوة جديدة وانضم إلى فن الجائزة الكبرى في صيغة رينو يوروكوب ، والذي أجرى معه بالفعل اختبارات في العام السابق. على الرغم من حصوله على المركز الثاني في نوربورغرينغ كأفضل نتيجة له، إلا أن الإستوني سيطر عليه زملاؤه الأكثر خبرة، غريغوار سوسي وفيكتور مارتينز . فاز مارتينز بالبطولة بينما لم يتمكن بول آرون من تحقيق أفضل من المركز 11 الأخير برصيد 54 نقطة. ومع ذلك، توج فريقه ART سباق الجائزة الكبرى بالبطل.